# Păuliș, Arad
Păuliș (în maghiară: Ópálos, în germană: Paulisch) este satul de reședință al comunei cu același nume din județul Arad, Crișana, România.

## Așezare
Localitatea Păuliș este situată în zona de contact a Culoarului Mureșului cu Câmpia Aradului și Munții Zărandului, la o distanță de 25 km față de municipiul Arad.

## Istoric
Prima atestare documentară a localității Păuliș datează din anul 1333. 

## Economia
Economia este una predominant agrară, bazată pe cultura plantelor și creșterea animalelor.

## Turism
- Monumentul Eroilor de la Păuliș - ridicat în cinstea ostașilor români, din „Detașamentul Păuliș” căzuți în luptele din anul 1944 pentru apărarea culoarului Mureșului
- Parcul dendrologic cu exemplare rare de tisă, magnolii și pin de Himalaya